# Улица Момышулы (Алма-Ата)
Улица Бауыржана Момышулы (каз. Бауыржан Момышұлы көшесі), находится в Ауэзовском и Алатауском районах города Алма-Аты.

## Расположение
Улица располагается в западной части города между улицей Саина и Яссауи, берет начало от улицы Монке би до улицы Шаляпина, проходит с севера на юг между микрорайонами Аксай, Жетысу и Мамыр. Пересекает важные транспортные магистрали:  Рыскулова, проспект Райымбека, Толе би, Маргулана, Жубанова, Улугбека, Абая и улица Шаляпина.
Протяженность 11 км. Сформировалась в конце 1980-х годов на западной границе города. Застроена многоэтажными жилыми домами, озеленена.

### Продление на север
В начале 2000-х годов была продлена до проспекта Райымбека. Позднее продлена в северном направлении от развязки с проспектом Райымбека до пр. Рыскулова. Затем была продлена до улицы Монке би и микрорайона Алгабас, и в 2008 году была продлена до улицы Жау Журек в посёлке Боралдай.
До 2030 года продлят на юг до улицы Торайгырова, а на север - до Сорбулакского тракта ,через посёлок Мадениет, в результате чего общая длина улицы составит 19 километров.

## Происхождение названия
Названа в феврале 1985 года в честь Бауыржана Момышулы, участника Великой Отечественной войны, Героя Советского Союза, Народного героя Казахстана, панфиловца, участника битвы за Москву, писателя.

## Примечательные здания и сооружения
На улице расположен хлебобараночный комбинат «Аксай», в 1990-м году между улицами Маргулана и Жубанова было построено новое трамвайное депо, которое было снесено в 2015 году.
В 2017 году в нижней части улицы для проведения Зимней Универсиады 2017 был построен ледовый дворец «Алматы Арена» с атлетической деревней. В том же году рядом был построен театр традиционного искусства «Алатау».

## Транспорт
На улице проходят многие троллейбусные и автобусные маршруты.

### Троллейбус
- 5: Ж/д вокзал Алматы 2, ул. Абылай хана, ЦУМ, ул. Абая, Центральный стадион, Цирк, мкр-ны 3,4,5,6,7,8, ул. Саина, КазЭУ, мкр. Жетысу-2, мкр. Жетысу-3, ул. Жубанова, рынок «Арыстан», мкр. Аксай-4, Аксай-5, ул. Момышулы, ул. Маречека, конечная мкр. Аксай-3.
- 6: Ж/д вокзал Алматы 2, ул. Абылай хана, ЦУМ, ул. Абая, ул. Ауэзова, ул. Сатпаева, ТРК Адк, ул. Щепеткова, ул. Шаляпина, мкр-ны 8,9,10,10А,11,12, ул. Алтынсарина, ТЮЗ им. Н.Сац, ул. Саина, мкр Мамыр 1,2,3,6,7, мкр Школьный, ул. Момышулы, мкр. Жетысу-2, мкр. Жетысу-3, ул. Жубанова, рынок «Арыстан», мкр. Аксай-4, Аксай-5, ул. Маречека, конечная мкр. Аксай-3.
- 11: Зелёный базар, ул. Жибек Жолы, ул. Пушкина, ул. Гоголя, Парк 28 Панфиловцев, ул. Калдаякова, ул. Богенбай батыра, ул. Достык, ул. Абая, КазНАУ, КАЗНТУ, АУЭС, ул. Байтурсынова, КазНУ, ул. Тимирязева, Плодоконсервный завод, ул. Жандосова, КазЭУ, ул. Алтынсарина, мкр-ны 1,2,4,5,7,8,10,11,12, ул. Саина, ул. Жубанова, рынок «Арыстан», мкр. Аксай-4, мкр. Аксай-5, ул. Момышулы, ул. Маречека, конечная мкр. Аксай-3.

### Трамвай
- 4: Начинается и заканчивается на станции Аксай. Проходит по улицам Момышулы, Толе би, Байтурсынова, Шевченко, Кунаева, Макатаева, Жетысуйская, Арыковой, Черкасской обороны, Тургенской (с выходом на Жетысуйскую). С 2015 года трамвай не функционирует. В 2018 году было решено на месте трамвайной линии проложить линию легкорельсового транспорта, планируется его запуск в 2022 году.

## Фотогалерея
- Торговый центр «Спутник» на улице Момышулы. Вид в направлении на север. 14 октября 2014 года
- Улица Момышулы, вид в направлении на север. 14 октября 2014 года
- Атлетическая деревня Зимней Универсиады, 2016
- Театр традиционного искусства «Алатау» в Алма-Ате, 2016
- Ледовый дворец «Алматы Арена» в северной части улицы, 2016